# Macrocneme aurifera
Macrocneme aurifera är en fjärilsart som beskrevs av George Francis Hampson 1914. Macrocneme aurifera ingår i släktet Macrocneme och familjen björnspinnare. Inga underarter finns listade i Catalogue of Life.